# Wiener Privatklinik
Wiener Privatklinik (WPK) este un spital privat din Viena, condus de medicul austriac Walter Ebm. Directorul medical al WPK este profesorul Rainer Kotz. Spitalul este dotat cu 145 de paturi, un bloc operator cu 4 săli de operație, servicii de imagistică avansată, fizioterapie și recuperare medicală la standarde internaționale.
Deține nouă centre de competență, oferind pacienților servicii de diagnostic și tratament într-o largă varietate de specialități medicale: medicină cardiovasculară, chirurgia nervilor periferici, oncologie, ortopedie, medicină sportivă, chirurgie traumatologică, radiologie intervențională și microchirurgie, chirurgie plastică, recuperare medicală și investigații specifice domeniului aeronautic. 
În cadrul său lucrează circa 30 de medici angajați și peste 150 de medici colaboratori.

## Pacienți
Spitalul are în jur de 7.000 de pacienți anual. Aproximativ 40% sunt pacienți internaționali, iar 20% dintre aceștia sunt români.

## Cifra de afaceri
În 2015, Wiener Privatklinik a înregistrat o cifră de afaceri de 70 milioane de euro.    

## Centrul de oncologie
Centrul de oncologie al spitalului este unul dintre puținele centre medicale din Europa care abordează conceptul de medicină personalizată în oncologie, oferind pacienților cele mai noi și inovatoare tratamente personalizate împotriva cancerului - terapia personalizată țintită și imunoterapia. Aceste terapii completează seria de tratamente oncologice clasice (chimioterapia, radioterapia sau intervenția chirurgicală). Diagnosticul final și strategia de tratament sunt stabilite în urma unei examinări histopatologice a țesutului tumoral.  
Printre medicii Centrului de oncologie se numară și Prof. Univ. Dr. Christoph Zielinski, unul dintre cei mai apreciați specialiști oncologi din Europa. 

## Protocoale de îngrijire
Spitalul Wiener Privatklinik reprezintă un standard în sistemul medical austriac în ceea ce privește protocoalele de îngrijire. Întreg personalul este certificat la nivel internațional, în concordanță cu normele oficiale ISO 9001:2015. Anual se efectuează un control de audit prin care se verifică în detaliu calitatea proceselor de îngrijire a pacienților, asigurând astfel un control strict al infecțiilor intraspitalicești.  